# Aulonothroscus tibialis
Aulonothroscus tibialis is een keversoort uit de familie dwergkniptorren (Throscidae). De wetenschappelijke naam van de soort werd in 1896 gepubliceerd door Edmond Fleutiaux.